# Insane Clown Posse
Az Insane Clown Posse amerikai, népszerű hiphop együttes. Jelenleg két taggal rendelkeznek: Violent J-vel és Shaggy 2 Dope-pal. Volt tagok: Kid Villain, John Kickjazz és Greez-E. 1989-ben alakultak meg a detroiti Delray-ben. Híresek elmaszkírozott, bohócszerű kinézetükről és látványos színpadi fellépéseikről. Nagy rajongótáborral rendelkeznek, a másik pólust pedig az ellenzőik képviselik, akik kritizálják „fura” kinézetüket valamint „olcsó és rettenetes” szövegeiket, dalaikat.
Az ICP fennállása alatt 14 nagylemezt jelentetett meg. 2005-ben "Kid Villain" elhunyt, 2015-ben pedig "John Kickjazz" is meghalt. Greez-E pedig mindössze egy évet szerepelt a zenekarban: 1992-től 1993-ig játszott.

## Diszkográfia

### Stúdióalbumok
- Carnival of Carnage (1992)
- Ringmaster (1994)
- Riddle Box (1995)
- The Great Milenko (1997)
- The Amazing Jeckel Brothers (1999)
- Bizaar (2000)
- Bizzar (2000)
- The Wraith: Shangri-La (2002)
- The Wraith: Hell's Pit (2004)
- The Tempest (2007)
- Bang! Pow! Boom! (2009)
- The Mighty Death Pop! (2012)
- The Marvelous Missing Link: Lost (2015)
- The Marvelous Missing Link: Found (2015)
- Fearless Fred Fury (2019)
- Yum Yum Bedlam (2021)